# Terbuny
Terbuny (russisch Тербуны́) ist ein Dorf (selo) in der Oblast Lipezk (Russland) mit 7312 Einwohnern (Stand 14. Oktober 2010).

## Geographie
Das Dorf liegt etwa 100 Kilometer Luftlinie südwestlich des Oblastverwaltungszentrums Lipezk auf dem flachen Höhenzug, der sich gut 10 km östlich des dort nach Norden fließenden Olym im Flusssystem des Don erstreckt.
Terbuny ist Verwaltungszentrum des Rajons Terbunski sowie Sitz der Landgemeinde Terbunski selsowet, zu der außerdem die zehn Dörfer Danilowskije Wysselki, Iljuchino, Lobanowka, Malyje Borki, Nabokowo, Nagornoje, Plechanowka, Prudki, Sini Kamen und Wassiljewka (5 km entfernt, das größte mit 471 Einwohnern 2010) gehören, die sämtlich etwa 2 bis 13 km südwestlich bis westsüdwestlich von Terbuny liegen.

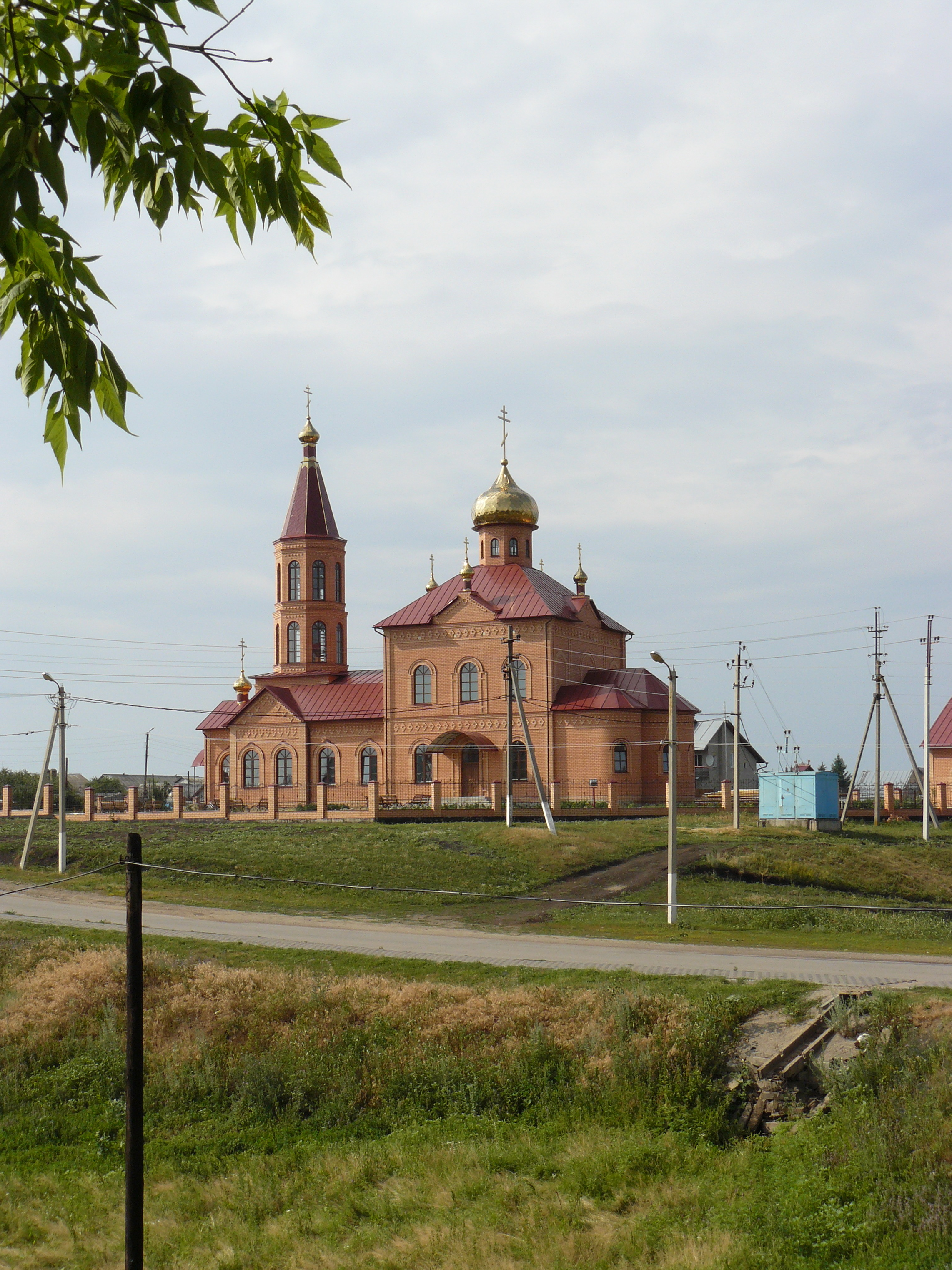
Dreifaltigkeitskirche (erbaut 2010)
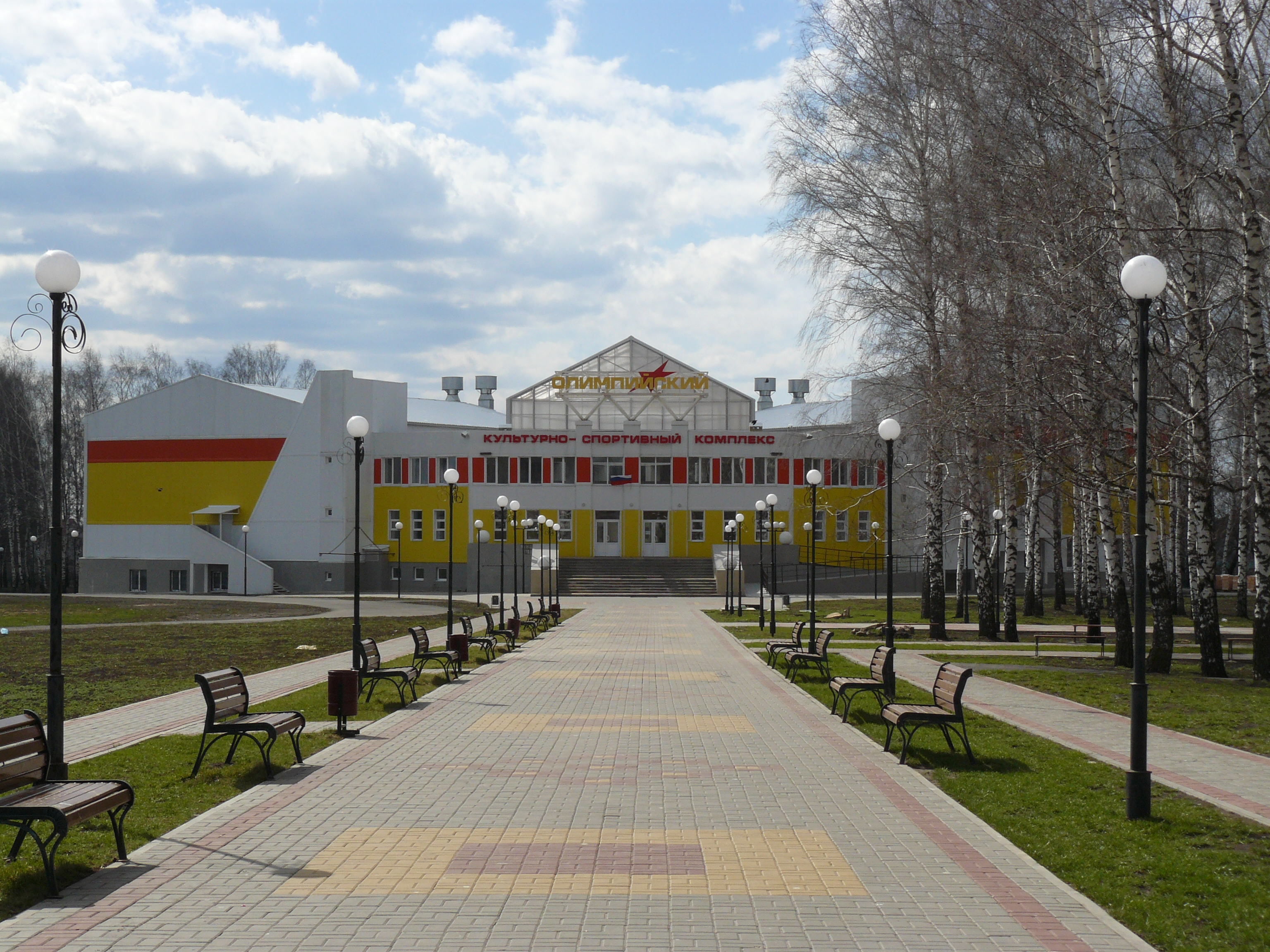
Kultur- und Sportkomplex Olimpijski (eröffnet 2008)
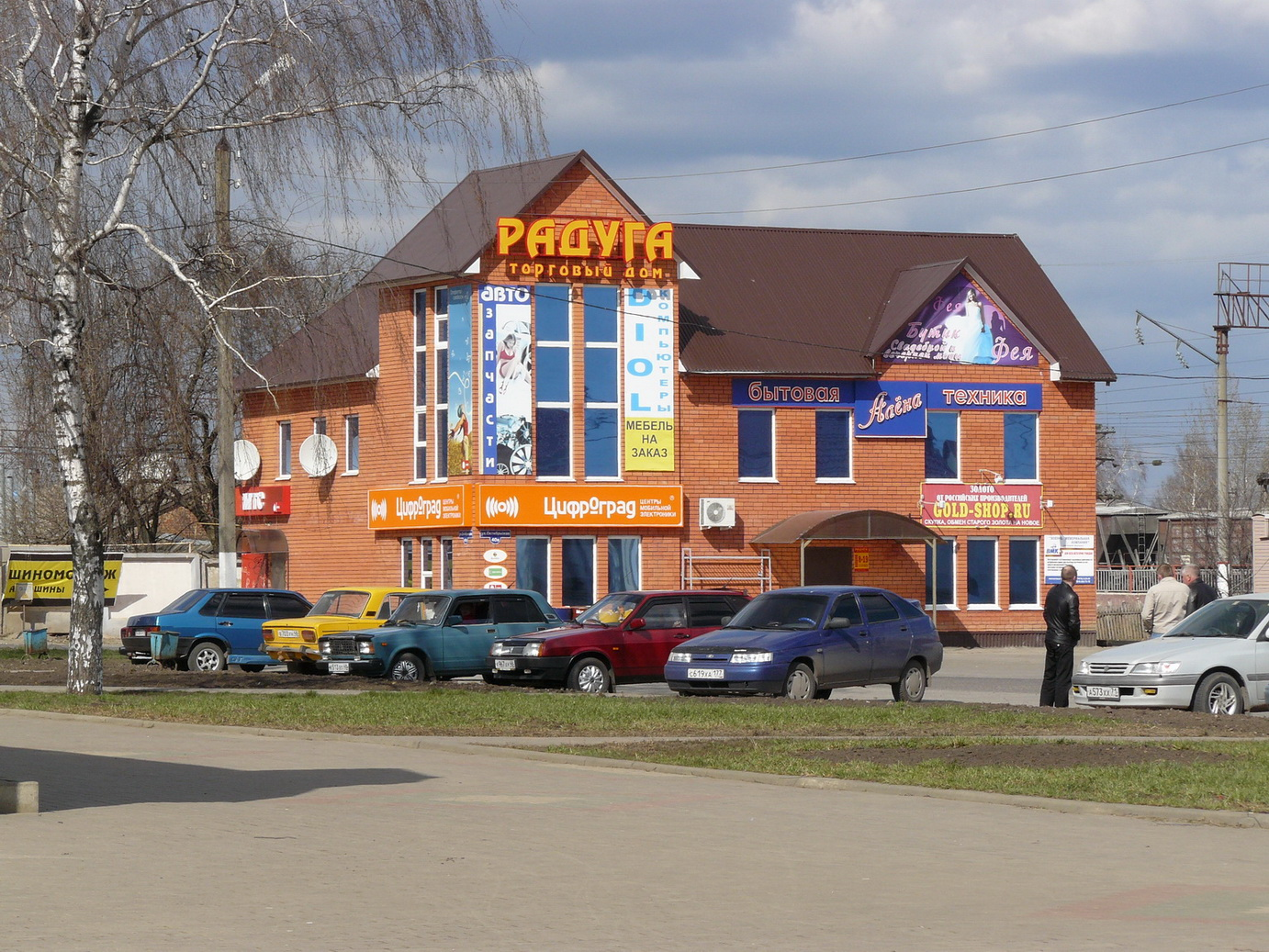
Einkaufszentrum Raduga beim Bahnhof
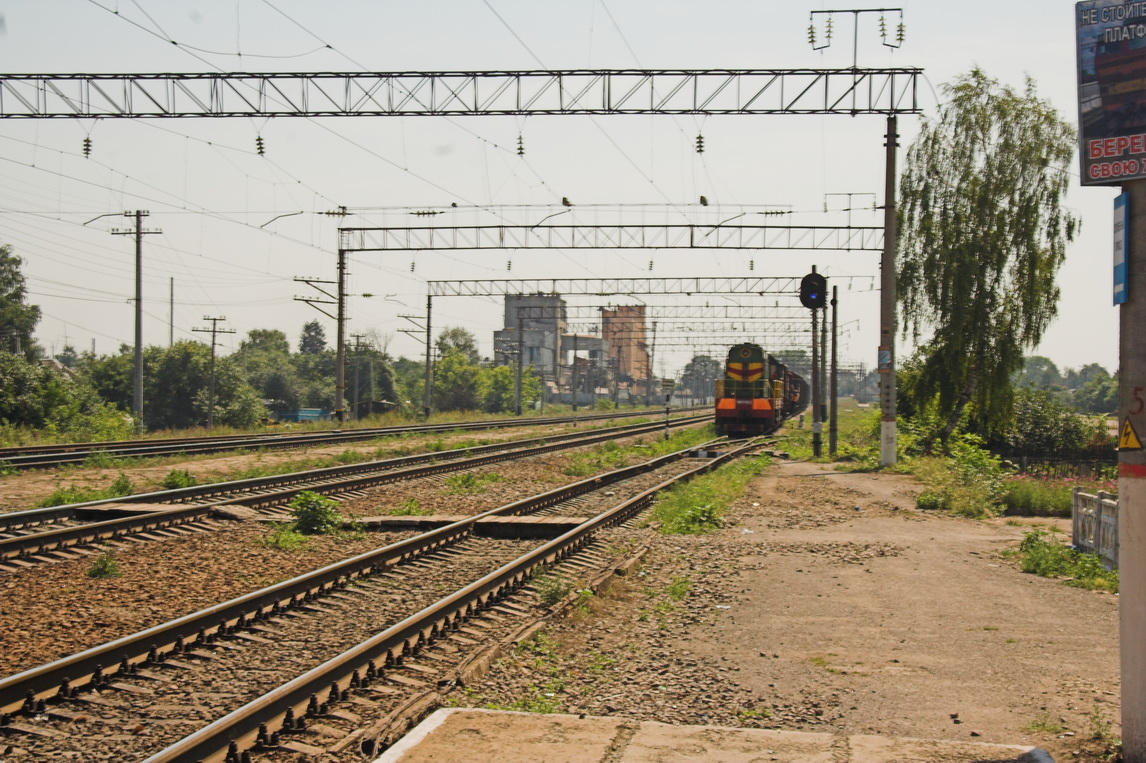
Bahnstrecke bei der Station Terbuny

## Geschichte
Der Ort entstand 1897 im Zusammenhang mit dem Bau einer Station an der Eisenbahnstrecke von Moskau über Jelez und Waluiki ins Donezbecken. Die Station erhielt ihren Namen nach dem 14 km östlich gelegenen Dorf Terbuny, heute Wtoryje Terbuny („Zweite Terbuny“). Um die im Ujesd Jelez des Gouvernements Orjol gelegene Station wuchs eine Siedlung, die am 30. Juli 1928 Verwaltungssitz eines nach ihr benannten Rajons wurde. Der Rajon gehörte zunächst zur Zentralen Schwarzerde-Oblast (Zentralno-Tschernosjomnaja oblast), ab deren Aufteilung am 31. Dezember 1934 kurzzeitig zur Oblast Woronesch, aber bereits ab 18. Januar 1935 zur Oblast Kursk, bis zur Bildung der Oblast Lipezk am 6. Januar 1954.
Im Zweiten Weltkrieg lag Terbuny zweimal in unmittelbarer Frontnähe. Entlang einer Linie wenige Kilometer südlich konnte die Rote Armee das Vordringen der deutschen Wehrmacht stoppen: erstmals am 5. Dezember 1941, bis die Rote Armee am 8. Dezember zur Gegenoffensive überging, und erneut am 2. Juli 1942, als die Wehrmacht weiter südöstlich auf Woronesch vorrückte. Am 27. Januar 1943 ging die Rote Armee im Rahmen ihrer Woronesch-Kastornoje-Operation bei Terbuny zur Offensive über.
Von 1975 bis 1992 besaß Terbuny den Status einer Siedlung städtischen Typs.

### Bevölkerungsentwicklung
| Jahr | Einwohner |
| ---- | --------- |
| 1926 | 613       |
| 1939 | 1455      |
| 1959 | 2272      |
| 1970 | 3754      |
| 1979 | 5138      |
| 1989 | 6702      |
| 2002 | 6998      |
| 2010 | 7312      |

Anmerkung: Volkszählungsdaten

## Verkehr
Terbuny liegt bei Kilometer 495 der Eisenbahnstrecke von Moskau über Jelez nach Waluiki.
Vom nördlich benachbarten Rajonzentrum Dolgorukowo bis Terbuny folgt der Bahnstrecke die von Jelez an der föderalen Fernstraße M4 Don kommende Regionalstraße 42K-224 der Bahnstrecke. In östlicher Richtung besteht über die 42K-687 ebenfalls Anschluss an die M4 beim Rajonverwaltungszentrum Chlewnoje. Von Terbuny ins südwestlich benachbarte Rajonzentrum Wolowo verläuft die 42K-001.